# Tipula efficax
Tipula efficax är en tvåvingeart som beskrevs av Alexander 1945. Tipula efficax ingår i släktet Tipula och familjen storharkrankar.
Artens utbredningsområde är Ecuador. Inga underarter finns listade i Catalogue of Life.